# Хохыан

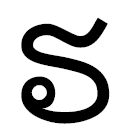

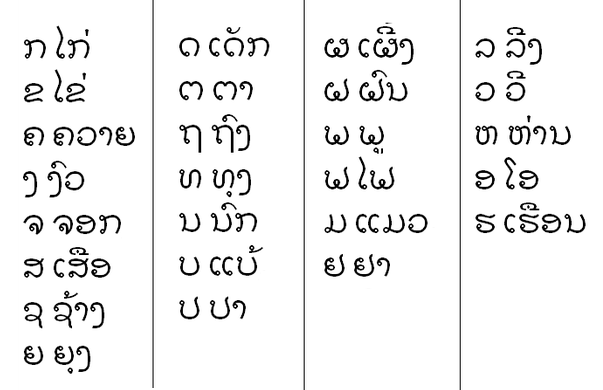
Алфавит

Хохыан (хыан - «дом») — хо, 26-я буква лаосского алфавита, вторая буква для обозначения глухого глоттального щелевого согласного [h], отличается классом тонирования. В тайском алфавите соответствует 44-й букве хонокхук. В слоге может быть только инициалью. Как инициаль относится к согласным аксонтам (нижний класс), может образовать слоги, произносимые 2-м, 3-м, 4-м  и 6-м тоном. 
Туа-тхам — 